# جشور

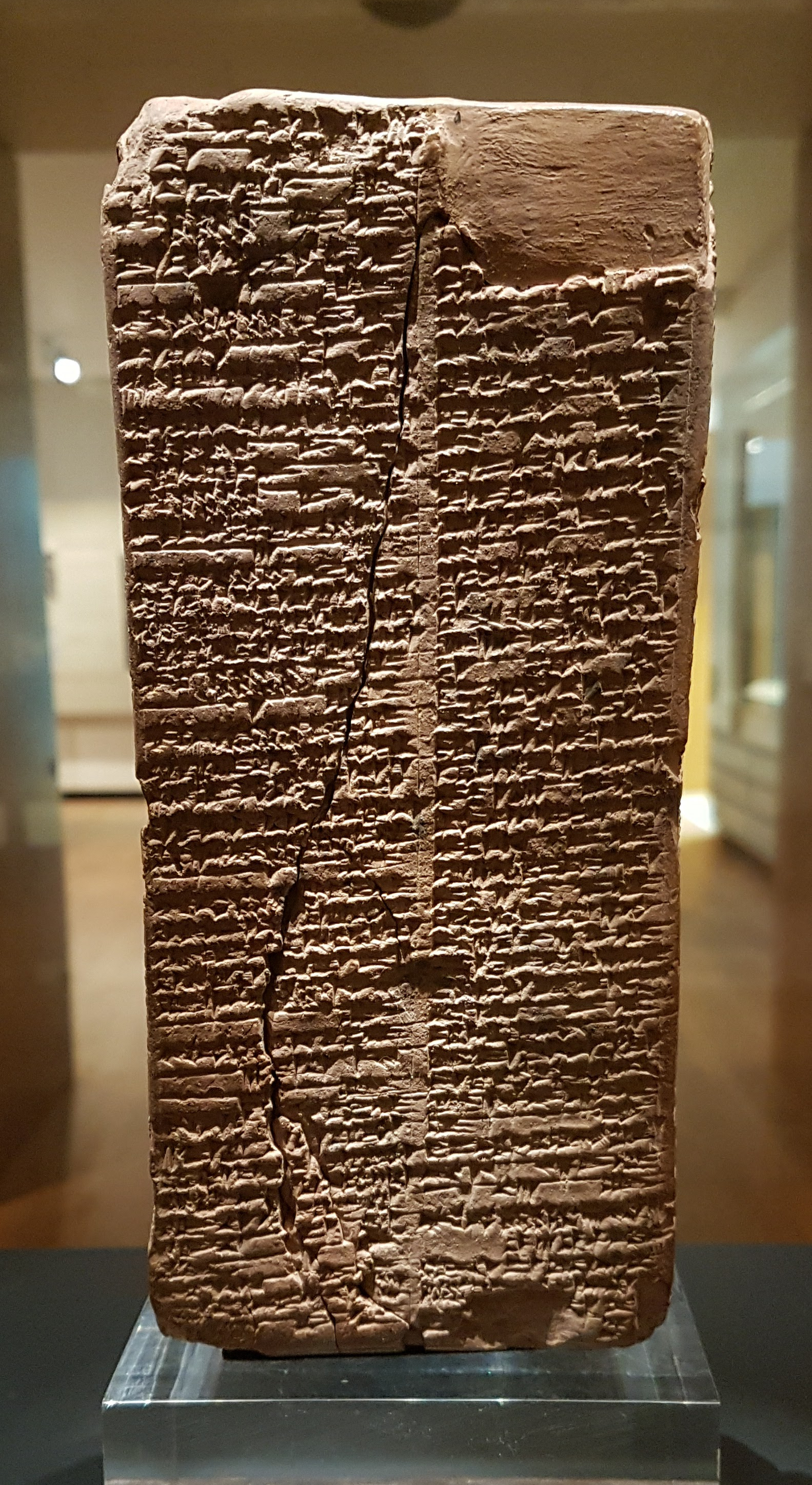
لوحة سلالة الملوك السومريين

جشور أو جوشور حسب سلالة الملوك السومريين يعتقد بأنه أول ملك لسلالة كيش، التي حكمت في بلاد ما بين النهرين (العراق)، والتي ظهرت قبل 5000 سنة، واستمر حكمها حوالي 1200 سنة، وحسب ما يقوله السومريين يقولون بانه ملك قدم من الجنة، وظهر في بداية العصر البرونزي الثاني.